# Crotalaria phyllostachya
Crotalaria phyllostachya är en ärtväxtart som beskrevs av François Gagnepain. Crotalaria phyllostachya ingår i släktet sunnhampor, och familjen ärtväxter. Inga underarter finns listade i Catalogue of Life.